# جو وليامز (لاعب كرة قدم أمريكية أمريكي)
جو وليامز (بالإنجليزية: Joe Williams)‏ هو لاعب كرة قدم أمريكية أمريكي، ولد في 30 مارس 1947 في سنتر في الولايات المتحدة.

## وصلات خارجية
- جو وليامز على موقع مرجع كرة القدم المحترفة.كوم (الإنجليزية)